# Agente especial

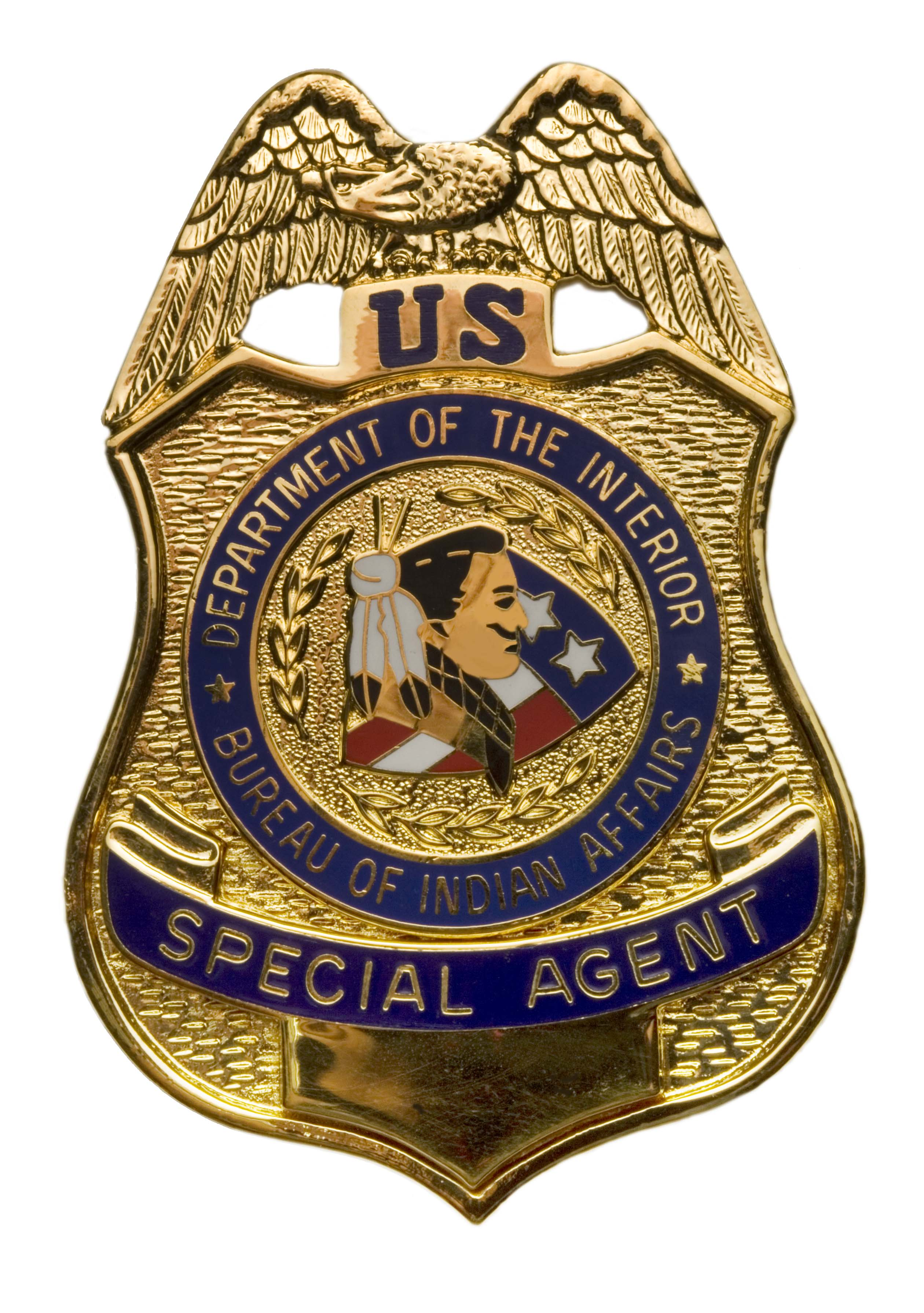
Insignia de agente especial de policía de Asuntos Indígenas de los Estados Unidos

En Estados Unidos, un agente especial o un agente federal (del inglés: special agent or federal agent), es un investigador o detective de una agencia gubernamental o independiente, que presta servicios principalmente en puestos de investigación criminal. Muchos agentes especiales federales y estatales ocupan cargos donde desempeñan tareas enfocadas dentro del marco de la "inteligencia criminal". Dentro del sistema de las fuerzas del orden federales de Estados Unidos, docenas de agencias federales emplean a agentes federales de policía, y cada una de ellas cuenta con diferentes criterios a la hora de utilizar los correspondientes títulos de Agente especial y Agente.
Por lo general algunos funcionarios son agentes federales de policía y tienen autoridad para realizar arrestos o el derecho de llevar a cabo tanto investigaciones no penales como investigaciones penales menores. Sin embargo, en algunas agencias, un agente especial puede tener potestad de efectuar investigaciones criminales y no criminales, aunque no tiene autoridad para realizar investigaciones criminales importantes.
En cualquier caso, la mayoría de los funcionarios que tienen el cargo de "Agente Especial" son agentes de la ley según la ley estatal o federal (algunos también son operativos de inteligencia dual, como el FBI). Estos agentes de la ley están claramente habilitados para realizar investigaciones criminales tanto mayores como menores, y tienen autoridad para realizar arrestos.
Además, la mayoría de los agentes especiales están autorizados a portar armas de fuego tanto si están en acto de servicio como si no lo están, debido a su condición de agentes de la ley. En la aplicación de la ley federal de Estados Unidos, el título de "Agente Especial" se usa casi exclusivamente para aquellos que son investigadores criminales federales y militares.
Aunque pueda crear cierta confusión, el término "agente", dentro del ámbito de la inteligencia, también hace referencia a una fuente humana o a un "activo" humano que es reclutado, instruido, controlado y empleado para obtener y proporcionar información. No obstante, dentro del seno de las fuerzas del orden, este tipo de fuentes a menudo son denominadas como informantes, informantes confidenciales o fuentes humanas confidenciales.
Alternativamente, en Estados Unidos, algunas agencias gubernamentales estatales y locales denominan a sus investigadores criminales como investigadores especiales.